# Góry Kitakami
Góry Kitakami (jap. 北上山地 Kitakami-sanchi) – łańcuch górski o przebiegu południkowym, znajdujący się w północno-wschodniej części japońskiej wyspy Honsiu, w regionie Tōhoku. 

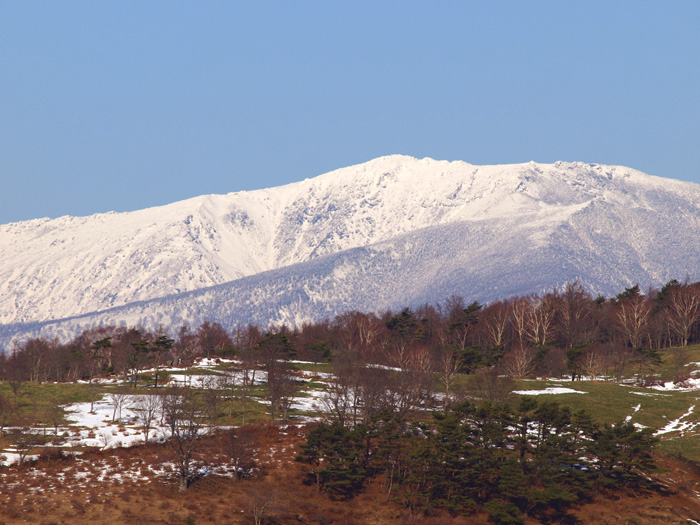
Szczyt Hayachine, najwyższe wzniesienie gór Kitakami

Najwyższym wzniesieniem tych gór jest położony w prefekturze Iwate szczyt Hayachine (Hayachine-san), osiągający 1914 m n.p.m.